# Saint-Martin-de-Lamps
Saint-Martin-de-Lamps là một xã ở tỉnh Indre ở miền trung nước Pháp. Xã này có diện tích 15,61 km², dân số năm 1999 là 146 người. Khu vực này có độ cao trung bình 141 mét trên mực nước biển.